# Tramwaje w Awinionie

Schemat historycznej sieci tramwajowej

Tramwaje w Awinionie − zlikwidowany system komunikacji tramwajowej we francuskim mieście Awinion, działający w latach 1898−1932 oraz od 2019.

## Historia
Pierwsze plany budowy sieci tramwajowej, na którą miały się wówczas składać dwie linie, powstały w 1884. Obie linie miały zaczynać się na placu Horloge, a następnie biec w kierunku dzielnic Saint Ruf oraz Monclar. Ostatecznie pierwsze tramwaje ruszyły na trasy 1 listopada 1898. Uruchomiono wówczas linię nr 1 (plac Carnot - cmentarz Saint Véran) oraz 6 do końcówki Sorgues, która stanowiła przedłużenie linii nr 1. Zgodnie z warunkami koncesji tramwaje miały rozpocząć kursowanie od 1 stycznia 1899, jednakże ze względu na zakończenie obsługi komunikacji przez omnibusy konne pod koniec października, przyspieszono uruchomienie pierwszych tramwajów. Miesiąc później otwarto dwie kolejne linie, obie rozpoczynały trasę na placu Horloge i wiodły do końcówek Saint Ruf i Monclar. 8 marca 1899 otwarto ostatni odcinek sieci, linię łączącą plac Carnot z końcówką Rotondes. Długość wybudowanych tras wyniosła 17 km, natomiast długość linii obsługujących sieć wyniosła 21,7 km. Do obsługi sieci posiadano 30 wagonów dwuosiowych, 22 silnikowych oraz 8 doczep letnich. Sieć tramwajową zamknięto 31 maja 1932 ze względu na deficytowość przedsiębiorstwa obsługującego komunikację. 

## Współczesna sieć
W 2010 rozpoczęto prace nad budową nowego systemu. Według pierwotnych założeń sieć miała składać się z dwóch linii:
- A: Le Pontet Gare / Realpanier – Gare Centre - Île Piot o długości 9,2 km (16 przystanków)
- B: Horloge - Saint-Chamand o długości 5,2 km (10 przystanków)[1]

Koszt całej inwestycji miał wynieść 250 mln euro. W sierpniu 2012 rozstrzygnięto przetarg na zakup 24 wagonów do obsługi sieci. W 2014 po wyborach samorządowych zmieniły się władze miejskie, które początkowo anulowały cały projekt budowy sieci tramwajowej. Ostatecznie w wyniku negocjacji projekt był kontynuowany z pewnymi zmianami. Jako pierwsza miała zostać zbudowana linia o długości 5,2 km, która połączy końcówkę Saint Roch z Saint Chamand. Budowę linii rozpoczęto w 2016 i zakończono w grudniu 2018. Oficjalne otwarcie ruchu na nowej linii odbyło się 19 października 2019.

## Tabor
Do obsługi oddanej do eksploatacji sieci zamówiono w marcu 2017 w firmie Alstom 14 wagonów Citadis Compact X05. Wagony mają długość 24 m i szerokość wynoszącą 2,4 m.